# Муфтій Єрусалиму
Муфтій Єрусалиму — мусульманський священнослужитель сунітської гілки ісламу, відповідальний за святі місця Єрусалиму. Одна з найвищих духовних посад у мусульманській спільноті Палестини, яка має значний вплив на релігійне життя, політичну ситуацію та міжрелігійні відносини в регіоні. З 1918 року по 1948 посада називалася "Верховний муфтій Єрусалиму". Приставку "Верховний" до назви посади запровадив британський військовий уряд під час окупації регіону в період Першої світової війни. Після закінчення британського мандату приставка "Верховний" більше не використовується, оскільки вона відсутня в ісламському праві.
З 2006 року посаду муфтія Єрусалиму займає Мухаммад Ахмад Хусейн, призначений президентом Палестини Махмудом Аббасом.

## Історія посади

### Османська імперія
У другій половині XVI століття муфтієм Єрусалиму був Мухаммед Бадр ад-Дін аль-Джамаі аль-Канані. На початку XVII століття посаду обіймав Абд аль-Кадер бін Карім ад-Дін аль-Вафаї аль-Хусейні, але через відсутність синів у його родині посада перейшла до інших родів. У XVIII столітті її послідовно займали представники сімей Аль-Аламі та Джаралла. Попри це, завдяки шлюбу дочки аль-Хусейні з сином імама мечеті Аль-Акса, титул "аль-Хусейні" залишився у її нащадків.
Посади муфтія Єрусалиму та "Накіб аль-Ашраф" були найвищими, яких могли досягти місцеві жителі в османській адміністрації. У XVIII столітті Накіб аль-Ашраф перейшов до родини Аль-Аламі, що, ймовірно, стало причиною передачі посади муфтія родині Джаралла.
У 1789 році Хадж Хасан аль-Хусейні став муфтієм Єрусалиму. Після його смерті в 1809 році, через малий вік дітей, посаду обійняв Тахер аль-Хусейні I. Через участь у повстанні проти Ібрагіма-паші 1834 року його заслали до Каїра. Це послабило позиції родини аль-Хусейні, тоді як сім’ї Аль-Хальді, Аль-Аламі та Джаралла здобули вплив.
На той час посада муфтія Єрусалиму не була найвищою в Османській імперії, адже Єрусалим був лише польовим містом, а не столицею провінції. Лише в середині XIX століття, із зростанням міжнародного значення міста та його підпорядкуванням безпосередньо Стамбулу, статус посадовців підвищився. Муфтій Єрусалиму відігравав важливу роль у святкуванні Набі Муси.
У 1856 році, після смерті муфтія Мухаммада Печела Джаралла, родина Хусейні за підтримки османської влади повернула посаду. Мустафа ібн Тахер аль-Хусейні був муфтієм до 1893/94 року, після чого посаду перейняв його син Тахер аль-Хусейні II. У 1908 році його замінив старший син Камаль аль-Хусейні.
Під час британської окупації Єрусалиму у 1917 році муфтієм залишався Камаль аль-Хусейні. Він був прийнятним для британців, але османська влада вважала його маріонеткою і у 1914–1918 роках призначила Асада Шукейрі муфтієм Четвертої Османської армії яка діяла в Сирії та Палестині. Асад Шукейрі, імовірно, мав замінити Камаля аль-Хусейні в разі перемоги над Британцями. Син Асада, Ахмед Шукейрі, пізніше став одним із засновників Організації Визволення Палестини і її першим головою.

### Правління Британії
За британського правління Єрусалимом посада муфтія призначалася британською владою. Камаль аль-Хусейні, муфтій на початку британської окупації, сприяв налагодженню зв’язків між мусульманським населенням і новою адміністрацією, що забезпечило відносний мир у регіоні. У знак вдячності британці надали йому титул "Верховного муфтія", хоча такий титул не мав основ у шаріатському праві і не давав додаткових повноважень порівняно з іншими муфтіями (яких в Ізраїлі було від 5 до 8). Проте муфтій Єрусалиму традиційно вважався найвпливовішим через важливість міста.
Після смерті Камаля у 1921 році на посаду претендували кілька кандидатів, серед яких шейх Хассам ад-Дін Джаралла, Халіл аль-Халді, Муса аль-Бадірі та Хадж Мухаммад Амін аль-Хусейні, зведений брат Камаля. Хадж Амін, маючи лише 26 років і обмежену релігійну освіту, спочатку отримав четверте місце на виборах, організованих улемами, імамами та представниками місцевих органів влади. Попри це, родина Хусейні вдалася до протестів та меморандумів, тиснучи на британського Верховного комісара Герберта Самуеля.
Під тиском релігійних і політичних лідерів, включаючи Ернеста Річмонда та Рональда Сторрса, а також після зняття кандидатури шейха Джаралли, Самуель 8 травня 1921 року усно повідомив Аміну аль-Хусейні про призначення. Амін також став головою Вищої мусульманської ради, що посилило його вплив. Хоча спочатку йому не надали титул "Верховного муфтія", у січні 1922 року британська влада офіційно визнала цей титул.
У вересні 1937 року, після вбивства губернатора Галілеї Луїса Ендрюса, аль-Хусейні було усунуто з усіх посад, і офіційно йому залишився лише титул "муфтія", який за османською традицією надавався пожиттєво. Після цього посада муфтія Єрусалиму залишалася вакантною до завершення британського мандату.

### Правління Йорданії
Після створення Ізраїлю в 1948 році посада перейшла під юрисдикцію йорданського короля, оскільки Східний Єрусалим став частиною Йорданії. В цьому ж році йорданська влада відновила посаду муфтія Єрусалиму. Приставка "Верховний" з тих пір зникла з назви посади. Наприкінці Війни за незалежність, після окупації Східного Єрусалиму Йорданією, король Абдалла I призначив Хуссама ад-Діна Джараллу муфтієм Єрусалиму. Після смерті Джаралли у 1952 році його наступником став Саад ад-Дін аль-Аламі, який обіймав цю посаду до своєї смерті у 1993 році.

### Палестинська автономія

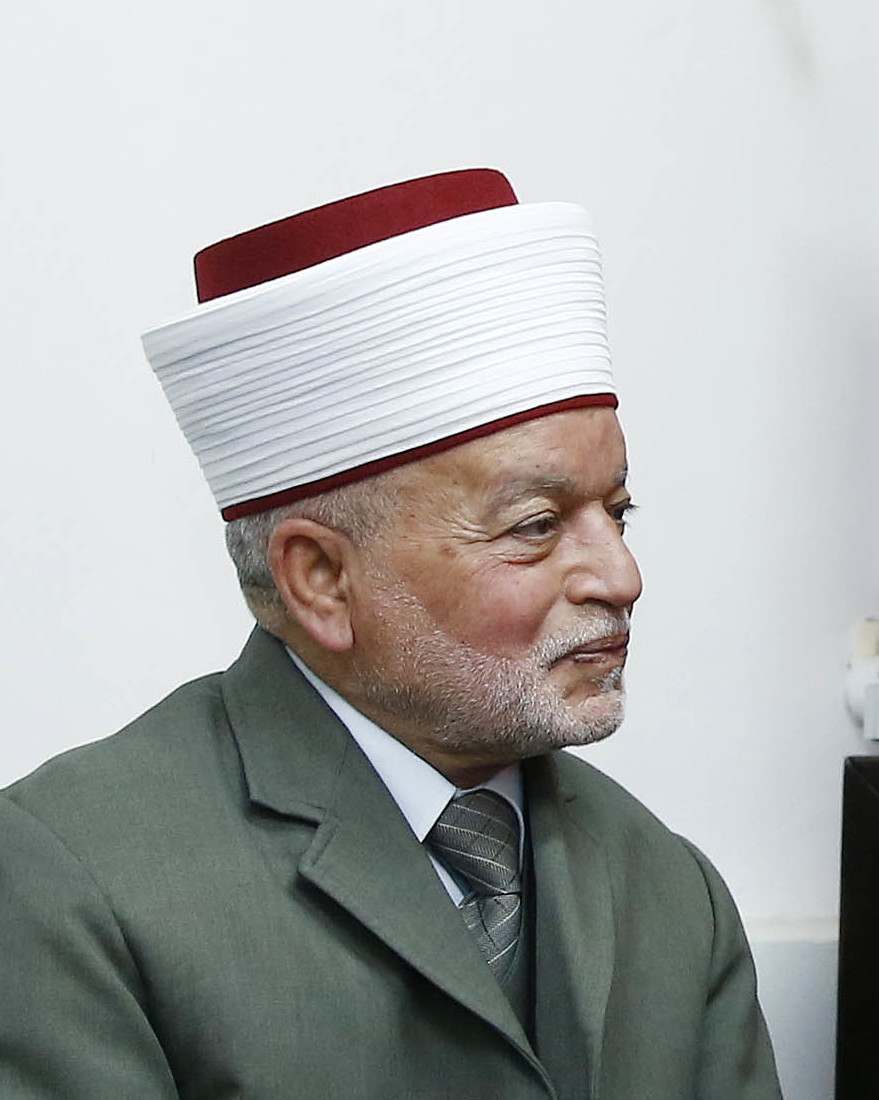
Мухаммад Ахмад Хусейн, муфтій Єрусалиму (2006–дотепер)

У 1993 році, з початком передачі контролю над ісламськими святинями від Ізраїлю до Палестинської автономії, голова Організації визволення Палестини Ясір Арафат призначив Сулеймана Джабарі на посаду муфтія. Після смерті Джабарі у 1994 році Арафат обрав його наступником Акраму Забрі.
У 2006 році президент Палестинської автономії Махмуд Аббас усунув Забрі з посади та призначив Мухаммада Ахмада Хусейна, якого вважали політично поміркованішим. Проте незабаром після свого призначення Хусейн зробив заяву на підтримку терактів смертників як законного засобу боротьби проти Ізраїлю. Ця заява викликала широку критику та призвела до розслідування щодо його діяльності.

## Обов’язки
Муфтій Єрусалиму відповідає за:
- Управління ісламськими святинями в Єрусалимі, такими як мечеть Аль-Акса.
- Видання фетв — релігійних указів, що регулюють різні аспекти життя мусульман.
- Представництво мусульманської спільноти в переговорах з іншими релігійними та політичними лідерами.
- Організацію та координацію релігійних свят, таких як Рамадан і Курбан-байрам.

## Роль у політиці
Посада муфтія Єрусалиму завжди була політизованою через її стратегічне значення. Одним із найвпливовіших муфтіїв був Мухаммад Амін аль-Хусейні, який активно протидіяв сіоністському руху та британській політиці у період дії британського мандату. У 1930–1940-х роках він став відомим своєю підтримкою арабських націоналістичних ідей та спротивом єврейській імміграції до Палестини.

### Співпраця з нацистською Німеччиною
Під час Другої світової війни Мухаммад Амін аль-Хусейні співпрацював із нацистською Німеччиною, зустрічався з Адольфом Гітлером і підтримував пропаганду проти євреїв. Він закликав мусульман підтримувати країни Осі, вважаючи це засобом боротьби проти британського мандату та сіонізму.
Навесні 1943 року великий муфтій Єрусалиму Мохаммад Амін аль-Хусейні був завербований нацистами для сприяння в організації та вербуванні босняків, які входили до кількох підрозділів «Ваффен СС» та інших підрозділів із території Югославії.
Після Другої світової війни Мохаммад Амін Аль-Хусейні був засуджений Верховним військовим судом Югославії до трьох років позбавлення волі і двох років позбавлення громадянських прав як засуджений воєнний злочинець.
Його співпраця з нацистами стала однією з найсуперечливіших сторінок в історії цієї посади, вплинувши на його репутацію та спадщину.

### Підтримка окупації Криму
У 2019 році Мухаммад Ахмад Хусейн, чинний муфтій Єрусалиму, потрапив у міжнародні новини через порушення кордону України під час відвідування окупованого Криму. Цей візит викликав засудження з боку української влади, оскільки був розцінений як підтримка російської окупації. Інцидент підкреслив політичну вразливість посади верховного муфтія та її вплив на міжнародні відносини.

## Вибори та призначення
Спосіб призначення верховного муфтія змінювався з плином часу. За часів Британського мандату його обирала місцева рада в співпраці з британською владою. Після 1948 року, коли Єрусалим опинився під контролем Йорданії, муфтія почали призначати королі Йорданії. Сьогодні ця процедура виконується Палестинською адміністрацією, що підкреслює важливість посади у внутрішньополітичному житті Палестини.

## Вплив на міжрелігійні відносини
Муфтій Єрусалиму відіграє ключову роль у підтримці стабільності між мусульманами, християнами та юдеями в регіоні. Він часто виступає посередником у спірних питаннях, пов'язаних з релігійними святинями, і займається запобіганням конфліктів між громадами.

## Сучасність
На сьогодні муфтій Єрусалиму залишається важливим голосом у мусульманській спільноті. Його позиція з питань окупації, релігійної свободи та управління ісламськими святинями має вагу не лише в Палестині, але й на міжнародному рівні. Призначення на цю посаду завжди привертає увагу політичних лідерів і світових медіа.

## Значення для мусульманського світу
Посада муфтія Єрусалиму має значення не лише для місцевої громади, але й для всього ісламського світу. Єрусалим є третім за значенням священним містом ісламу після Мекки та Медини. Будь-які рішення муфтія щодо статусу міста або святинь можуть мати глобальні наслідки для мусульманської умми.

## Список муфтіїв Єрусалиму (неповний)
1. Каміль аль-Хусейні[en] (1918–1921)
2. Мухаммад Амін аль-Хусейні[en] (1921–1948)[7]
3. Хусам аль-Дін Джаралла[en] (1948–1954)[8]
4. Саад аль-Аламі[en] (1953–1993)[9][10]
5. Шейх Ікріма Саїд Сабрі[en] (1994–2006)[11]
6. Мухаммад Ахмад Хусейн (2006 – дотепер)

## Дивіться також
- Головний рабин Єрусалиму
- Захисник двох святинь
- Верховний муфтій
- Єрусалим в ісламі
- Верховний муфтій України
- Верховний муфтій Криму